# Walworth, Durham
Walworth är en civil parish i kommunen Borough of Darlington i Storbritannien. Den ligger i grevskapet Durham och riksdelen England, i den centrala delen av landet, 400 km norr om huvudstaden London. Antalet invånare är 240. Walworth gränsar till Houghton-le-Side.